# Ortet
Pour l’article homonyme, voir Ortet (patronyme).
En botanique, un ortet est un individu issu d'une graine, c'est-à-dire descendant de deux parents par voie sexuée, et qui ensuite, par clonage, donne de nouveaux individus génétiquement identiques. L‘ortet, aussi appelé "tête de clone", n'a pas le titre de père ou de mère, mais se trouve néanmoins être l'individu ancestral d'autres individus, que l'on appelle ramets.

## Exemple de l'olivier
Lors de la domestication de l'olivier par exemple, qui utilise naturellement les deux voies de propagation, mais préférentiellement la voie sexuée en conditions normales, les premiers individus domestiqués sont des ortets.  Ceux-ci sont repérés par exemple pour leur production abondante, et ensuite peuvent être multipliés par bouturage. C'est à partir de cette étape de multiplication, dès qu'il existe plusieurs individus génétiquement identiques, que l'on peut parler de cultivar ou variété, ce dernier terme étant plus utilisé en oléiculture.

## Vocabulaire spécifique
Le fait que certains végétaux se multiplient par clonage en complément de la reproduction implique l'emploi de termes particuliers pour désigner les différents éléments d'une ensemble d'individus apparentés, fonction que remplit par exemple mère, chez les êtres vivants se reproduisant comme nous par voie sexuée.